# 원용묵
원용묵(1986년 6월 25일 ~ )은 두산 베어스의 전 야구 선수다.

## 출신 학교
- 강남초등학교
- 성남중학교
- 청원고등학교
- 대불대학교

## 등번호
- 62 (2006~2010)
- 37 (2013)
- 43 (2015~2016)

## 같이 보기
- 2013년 두산 베어스 시즌